# Абсолютизм
Абсолютизм — державний лад, який встановився в ряді західноєвропейських країн в Новий час , при якому верховна влада (як правило, монархічна) не обмежена представницькими інституціями на противагу її обмеженості (в конституційних державах).
Термін абсолютна монархія, що розуміється як необмежена влада государя, має ширше значення, проте термін абсолютизм збігається за значенням з терміном абсолютна монархія, що розуміється у вузькому, суворо науковому сенсі .
Абсолютизм, який прийшов на зміну станової монархії, був в європейських континентальних державах протягом XVII і XVIII століть панівною державною формою, якій сприяли богослови, що приписували верховній владі божественне походження, і римські юристи, що визнавали за государями абсолютну владу древніх римських імператорів. Ця державна форма досягла апогею свого розвитку за французького короля Людовіка XIV, що систематично здійснював своє знамените «L'Etat c'est moi» (держава — це я). Як історичний термін абсолютизм змінив поняття «старий порядок» (Ancien regime) в середині XIX століття.

### За межами Європи
У Стародавньому Єгипті фараон володів абсолютною владою над країною і його народ вважав живим богом. У древній Месопотамії багато правителів Ассирії, Вавилонії та Шумеру також були абсолютними монархами. У античній та середньовічній Індії правителі імперій Маурія, Сатавахана, Гупта, Чола та Чалук'я, а також інші великі та другорядні імперії вважалися абсолютними монархами. У кхмерській імперії королів називали «Девараджа» і «Чакравартін» (Король світу), і вони здійснювали абсолютну владу над імперією та людьми.

## Франція
В кінці XV століття, після Столітньої війни, об'єднання спочатку відокремлених феодальних територій навколо королівського «домену» сприяло і об'єднанню національному, а те і інше разом — зміцненню центральної влади в особі «сеньйора-короля».
Завдяки остаточно затвердженому принципу спадковості французької корони, завдяки перевороту у військовій техніці, викликаному винаходом вогнепальної зброї, завдяки введенню постійної армії і постійної податі, королівська влада стала справжнім державним центром Франції, а з поступовим розширенням сфери втручання центральної влади в життя країни, з поступовим розвитком урядової опіки — і справжнім адміністративним центром. Французька монархія стала «адміністративною монархією» (monarchie administrative). Органами цієї монархічної централізації були спочатку паризький парламент, королівська рада і вищі коронні чини — в центрі бальи і сенешаль, а потім губернатори — в областях. Парламент, остаточно організований на початку XIII ст., був спочатку справжнім центром королівської адміністрації: з функціями верховного трибуналу він з'єднував значення вищого адміністративно-фінансової установи. Провінційні органи королівської адміністрації, бальи (baillis) і сенешаль (sénéchaux), призначалися королем звичайно з середовища парламенту і перед парламентом же віддавали звіт у своїй «фінансовій та судовій адміністрації».
Парламентська децентралізація, початок якої було покладено установою спочатку другого парламенту (в Тулузі), а потім цілого ряду інших провінційних парламентів (починаючи з XIV століття), не зашкодила сама по собі політичній централізації, так як нові парламенти продовжували, тільки на засадах поділу праці, ту ж роботу, яку до тих пір вершив один паризький парламент: вони всі були вірними провідниками королівської влади. Але з тих пір як члени парламентів стали, в XV столітті, довічними, а починаючи з наступного століття, — навіть спадковими володарями своїх посад, парламенти не забарилися докорінно змінити свою роль: підтримка королівської влади, особливо в XVII і XVIII століттях, поступилася місцем протидії. У XVII і XVIII століттях парламенти не тільки не були більш виразниками централізації, а навпаки, рішучими поборниками принципу децентралізації.
Королівська рада отримала остаточну організацію ще при Карлі VII (1422—1461), але центральну роль в державному управлінні прийняв значно пізніше. Вищі коронні чини (grands officiers de la couronne) були: 1) конетабль (connétable de France, 2) канцлер (chancelier de France), 3) гросмейстер (grand maître du palais), 4) великий камергер (grand chambellan), 5) адмірал і 6) маршали Франції. Ці почесні посади були не тільки довічними, але, здебільшого, навіть спадковими, перетворившись фактично в сімейне надбання кількох знатних «будинків» феодальної аристократії. Для королівської влади вони представляли швидше перешкоду, ніж знаряддя.
До Рішельє монархічна централізація, незважаючи на сильний розвиток королівської влади, була набагато більш показною, ніж реальною: всесильна в центрі, королівська влада була майже безсила на місцях, де у неї не було цілком слухняних органів. Справжнім організатором монархічної централізації є кардинал Рішельє. Діяльності Рішельє зовні мало помітна: Рішельє залишив всі колишні установи, не ввів нових, але в старі форми влив новий зміст. Вищі коронні чини, як мало придатне знаряддя королівської влади, були їм зовсім усунені (за винятком канцлера) від фактичної участі в урядовій діяльності і перетворилися в придворні синекури, з пишними титулами, але без будь-якого реального значення, яке тепер переходить до королівської ради і до статс-секретарів. Уже до Рішельє рада починає затуляти собою вищі коронні чини. Всі найважливіші законодавчі та адміністративні акти готувалася радою; королівська воля оголошувалася від імені «короля в своїй раді». Рада стає ніби безособовим втіленням вищої урядової влади. Рішельє не вніс жодної істотної зміни в це положення: він зробив раду більш слухняним знаряддям королівської влади, скоротивши число незалежних членів, що засідали не в силу королівського призначення, а по праву народження або в силу привілеї сану, — і навпаки, збільшивши число «радників» за призначенням короля.
На цьому ґрунті мало-помалу були частиною ослаблені, частиною паралізовані найголовніші елементи децентралізації — провінційні чини і землевласницька аристократія. Перші втратили істотну частку свого значення з тих пір, як великий курфюрст перетворив надзвичайні субсидії, в постійну державну подать. Що стосується земельної аристократії, то її роль в місцевому управлінні була значно звужена введенням бюрократії. Господарська сторона управління була зосереджена в бюрократично організованих «господарських палатах», сторона військова — в руках «військових комісарів».
Перед революцією центральний уряд у Франції складався з короля, королівської ради і шести міністрів (генерал-контролер, канцлер, статс-секретар королівського дому, статс-секретар закордонних справ, статс-секретар військовий і статс-секретар цивільний). Обласними органами центральної влади, з часу Рішельє, були провінційні інтенданти, що носили офіційний титул «інтендантів юстиції, поліції і фінансів» (intendants de justice, police et finances). На противагу генерал-губернаторам (які з часу Рішельє втратили майже всяке реальне значення), посаду інтендантів мала не військовий, а цивільний характер, і заміщалася не представниками феодальної аристократії, а, головним чином, особами з вищого суддівського стану або чиновниками королівської ради. Військове командування і управління в областях було передано особливим «головнокомандувачем в провінціях» (commandants en chef dans les provinces), з заслужених військових. Як інтенданти, так і головнокомандувачі призначалися і зміщувалися за помахом королівської влади і служили цілком покірними її знаряддями. Адміністративна централізація отримала, таким чином, міцну організацію.

## Пруссія
Творення політичної та адміністративної централізації в Пруссії йшло, як і у Франції, паралельно з територіальним об'єднанням країни і з ростом королівської влади. «Великий курфюрст» Фрідріх Вільгельм I (1640-88) заклав перші основи і політичної та адміністративної централізації в Пруссії. Початки цієї централізації в Пруссії були пов'язані з організацією військового і господарського управління країни, відповідно до переважаючим, військово-господарським, характером прусської монархії.
Обидва ці органи обласного управління були об'єднані королем Фрідріхом-Вільгельмом I в одну установу, під назвою військово-господарських палат. Разом з тим, цим установам було надано більш бюрократичний характер. Спочатку переважним елементом в їх складі були представники дворянсько-землеробського класу; Фрідріх-Вільгельм I став наповнювати палати чиновниками з дрібних дворян і міщан, взагалі з осіб менше незалежних за своїм соціальним становищем. Разом з тим, " ландратами " або провінційні радники, які були спочатку були представниками землевласників-дворян, поступово перетворилися в справжніх королівських чиновників, яких король призначав і звільняв на свій розсуд. З ускладненням управління і збільшенням письмового діловодства мало-помалу розвинулася бюрократія, в середовищі якої поступово дворянство і міщанство зливалися в новий, чисто урядовий клас — чиновництво.

## Англія
Епохою абсолютизму в Англії було правління династії Тюдорів і перших Стюартів (Якова I і Карла I). Англійський абсолютизм мав свої особливості, завдяки чому отримав в літературі назву «незавершеного». Незавершеність абсолютизму означала збереження політичних інститутів, властивих станово-представницькій монархії. Поряд з сильною королівською владою в Англії продовжував існувати парламент. Союз джентрі (обуржуазненого дворянства) і буржуазії, основи якого були закладені в попередній період, не дозволив королівській владі, використовуючи ворожнечу станів, ліквідувати парламент. До інших особливостей англійського абсолютизму відносяться відсутність в Англії такої централізації і бюрократизації державного апарату, як в країнах континентальної Європи, збереження місцевого самоврядування.

## Російська імперія
До 1905 року царі та імператори Росії керували як абсолютні монархи. Іван Грозний був відомий своїм терором через опричнину. Петро I зменшив владу російської знаті і зміцнив центральну владу монарха, встановивши бюрократію і поліцейську державу. Цю традицію абсолютизму, відому як царське самодержавство, розширили Катерина II та її нащадки. Хоча Олександр II здійснив деякі реформи і створив незалежну судову систему, Росія не мала представницьких зборів або конституції до Революції 1905 року. Однак, концепція абсолютизму була настільки вкорінена в Росії, що російська Конституція 1906 р. все ще характеризувала монарха як самодержця. Росія стала останньою європейською країною (за винятком Ватикану), яка скасувала абсолютизм, і вона була єдиною, хто зробив це в 20 столітті (Османська імперія склала свою першу конституцію у 1877 році).

## За межами Європи
У Стародавньому Єгипті фараон володів абсолютною владою над країною і його народ вважав живим богом. У древній Месопотамії багато правителів Ассирії, Вавилонії та Шумеру також були абсолютними монархами. У античній та середньовічній Індії правителі імперій Маурія, Сатавахана, Гупта, Чола та Чалук'я, а також інші великі та другорядні імперії вважалися абсолютними монархами. У кхмерській імперії королів називали «Девараджа» і «Чакравартін» (Король світу), і вони здійснювали абсолютну владу над імперією та людьми.

### Саудівська Аравія
Саудівська Аравія є абсолютною монархією, і відповідно до Основного закону Саудівської Аравії, прийнятого Королівським указом у 1992 році, король повинен дотримуватися шаріату (ісламського закону) та Корану. Коран і тіло Сунни (традиції ісламського пророка Мухаммеда) оголошуються Конституцією Королівства, але жодна письмова сучасна конституція ніколи не оприлюднювалась для Саудівської Аравії. Вона залишається однією з двох арабських держав (друга — Катар), де не відбувались національні вибори з моменту заснування. Жодні політичні партії та національні вибори не допускаються, і згідно з Індексом демократії The Economist за 2010 рік, уряд Саудівської Аравії є восьмим авторитарним режимом із числа 167 країн, що оцінюються.

### Сучасні тенденції
Багато країн, які раніше мали абсолютні монархії, такі як Йорданія, Кувейт і Марокко, перейшли до конституційної монархії, хоча в цих випадках монарх все ще зберігає величезну владу, аж до того, що вплив парламенту на політичне життя є незначним.
У Бутані уряд перейшов від абсолютної до конституційної монархії після запланованих парламентських виборів до Цогду в 2003 році та виборів Національних зборів у 2008 році.
Непал мав кілька коливань між конституційним правлінням та прямим правлінням, пов'язаних з непальською Громадянською війною, повстаннями маоїстів та непальською королівською різаниною 2001 року, коли непальська монархія була скасована 28 травня 2008 року.
Ліхтенштейн просунувся до розширення влади монарха: принц Ліхтенштейну отримав розширені повноваження після референдуму про внесення змін до Конституції Ліхтенштейну в 2003 році, який змусив ВВС описати принца як «абсолютного монарха знову».
Правляча сім'я Кім у Північній Кореї (Кім Ір Сен, Кім Чен Ір та Кім Чен Ин) була описана як фактична абсолютна монархія або «спадкова диктатура». У 2013 р. у пункті 2 статті 10 нового відредагованого положення «Десяти основних принципів Корейської робочої партії» зазначено, що партія та революція повинні бути «вічно несеними» «родом Паекту (Кіма)».